# Шевяков, Даниил
Даниил Шевяков (род. 29 июля 1999, Санкт-Петербург) — российский и израильский футболист, защитник.
Выступал за петербургские юношеские команды «Московская застава» (2014) и «Локомотив» (2015—2016). С июля 2016 года играл в первой лиге Эстонии за молодёжную команду ФК «Левадия». Зимой 2018/19 перешёл в «Калев» Таллин, за 1,5 сезона провёл в чемпионате Эстонии 36 матчей, забил 4 гола. Играл также за молодёжную команду «Калева» в первой лиге.
В сезоне 2019/20 был в составе израильского клуба «Хапоэль» Ришон-ле-Цион, но игр не проводил. В апреле 2021 года выступал за клуб первой лиги Белоруссии «Арсенал» (Дзержинск), где только один раз попал в заявку на кубковый матч, но на поле не вышел. В первой половине 2022 года играл за резервную команду эстонского «Нымме Калью», на вторую половину сезона был отдан в аренду в свой бывший клуб — таллинский «Калев». В 2023 году подписал постоянный контракт с «Калевом» и был включён в заявку как гражданин Израиля.